# Neolítico en Cáceres
La provincia de Cáceres concentra la mayoría de los yacimientos del neolítico antiguo en Extremadura. Los yacimientos se concentran en la penillanura cacereña y en el norte de la región. En dicha región se han documentado 23 estaciones con restos neolíticos, de las cuales siete son en cuevas y el resto, poblados al aire libre. La forma de ocupación del espacio más frecuente es en espacios abiertos principalmente en berrocales graníticos. No hay muchas cuevas, y los abrigos rocosos no ofrecen mucho espacio, por lo que estos tendrían un papel secundario (Cerrillo Cuenca, 2011).
Hacia los años 80, existía una falta de datos arqueológicos acerca del poblamiento del interior de la península en el neolítico; esta falta de datos llevó a algunos autores a pensar que el centro de la península no estaba poblado. A partir de los años 90 esta situación empezó a cambiar, con el descubrimiento de distintos yacimientos neolíticos. A día de hoy, las dataciones más antiguas sobre poblamiento mesolítico en Extremadura, el precedente del Neolítico, proceden de la cueva del conejar, VIII milenio B.C cal (Canals, 2010)

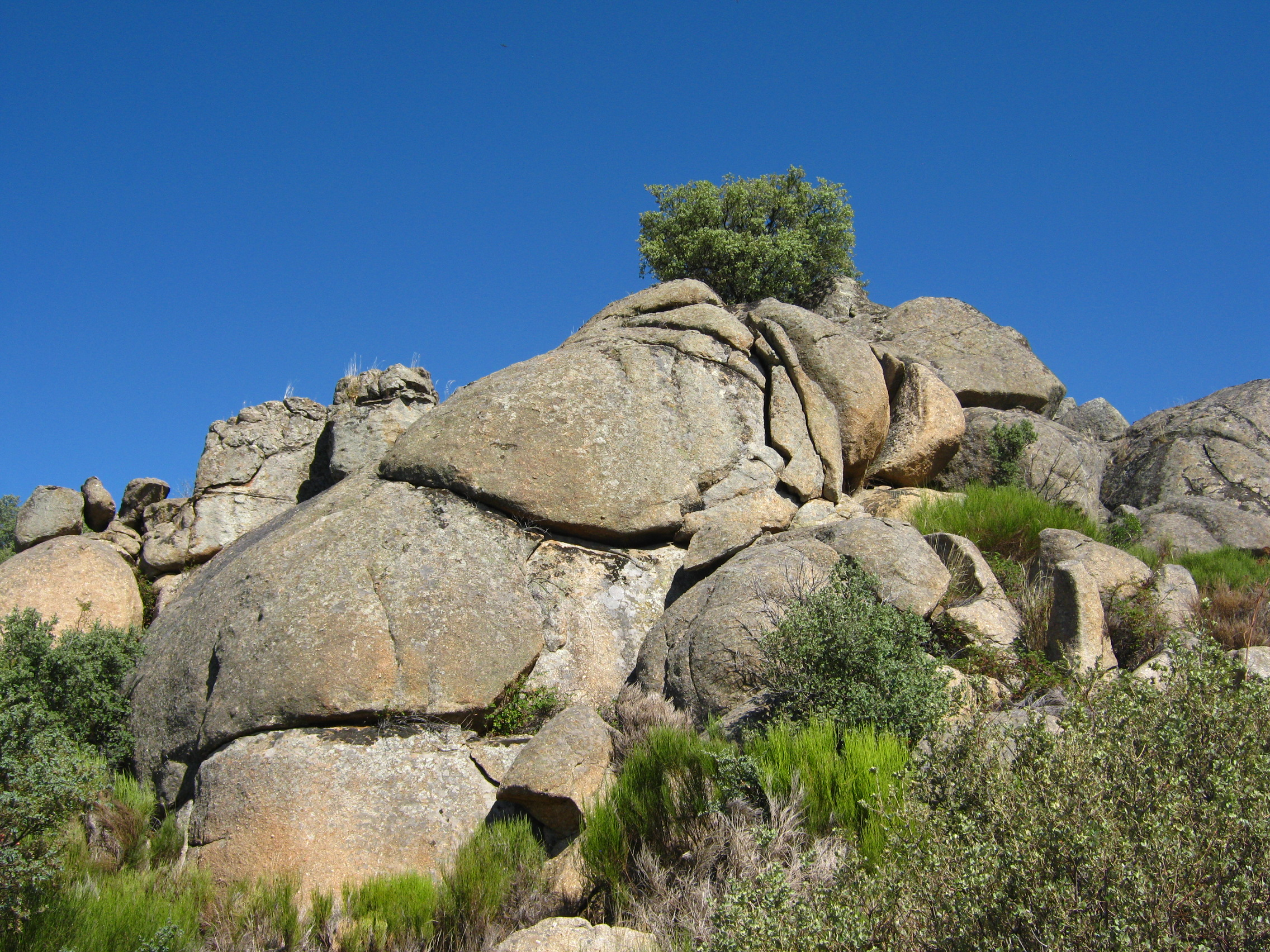
Los berruceos, típicos paisajes graníticos en Extremadura.

## Subdivisiones del Neolítico
Existen tres etapas del neolítico:
- Neolítico antiguo: Los estudios más recientes apuntan a que el Neolítico empezó en Extremadura con el paso del milenio VI al V milenio a.c.  Los yacimientos más representativos de esta primera etapa son El Cerro de la Horca, la Cueva de Boquique, la Cueva del Conejar y Los Barruecos. Este periodo se conoce como fase expansiva del neolítico en Extremadura, por el hallazgo de cerámicas conectadas entre sí tipológicamente y que abarca un área que cubre todo el interior de la península (Lopez Monteaguado, 1980).[3] También se dan en este periodo las primeras evidencias de cultivos locales.

- Neolítico medio: Se sitúa a comienzos del V milenio a. C. En este periodo se generaliza la aparición de megalitos en la región, especialmente en la zona sur-oeste, cerca de la frontera con Portugal; el megalitismo perdurara hasta inicios de la edad de bronce. No hay muchos poblados investigados de esta segunda etapa del neolítico, únicamente en el yacimiento de Los Barruecos (Cerrillo Cuenca, 2006).[4]

- Neolítico final: Se desarrolla a partir del 3500 a.c. Los yacimientos más destacados se encuentran en la provincia de Badajoz, en especial en los márgenes del río Guadiana. En este periodo se produce la neolitizacion o consolidación de un modelo social campesino en un paisaje cada vez más entropezado.

## Agricultura
Sobre la producción agrícola, falta mucho por investigar, no se sabe qué tipo de cereales cultivaron, solo se ha podido estudiar los residuos de un molino barquiforme del yacimiento de Los Barruecos que dio cereales no identificados y bellotas (Treserras, 2006).
La acidez del suelo seguramente dificultó el cultivo, pero por estudios palinológicos se sabe que había cereales. Hay tres yacimientos con estudios de polen: El Conejar, Los Barruecos y Cerro La Horca. En todos hay polen de cereal, de lo que se puede deducir la existencia de cultivos agrícolas en el entorno cercano al yacimiento.
A partir de dataciones en Los Barruecos y Garganta Canaleja, se puede intuir que hacia el 5000 se producen los primeros asentamientos con pequeñas comunidades que realizan actividades agrícolas en la cuenca del tajo; el problema está en la ausencia de suficientes dataciones absolutas.

## Megalitismo
El área con mayor volumen de monumentos megalíticos se encuentra en Valencia de Alcántara, al oeste de la provincia de Cáceres. Los monumentos megalíticos más numerosos son los dólmenes; se conservan muy pocos menhires y no se ha identificado claramente ningún crómlech (Gutiérrez Ayuso, 2002). Los dólmenes son de tres tipos, de cámara simple, con cámara y corredor largo o con cámara y corredor corto.

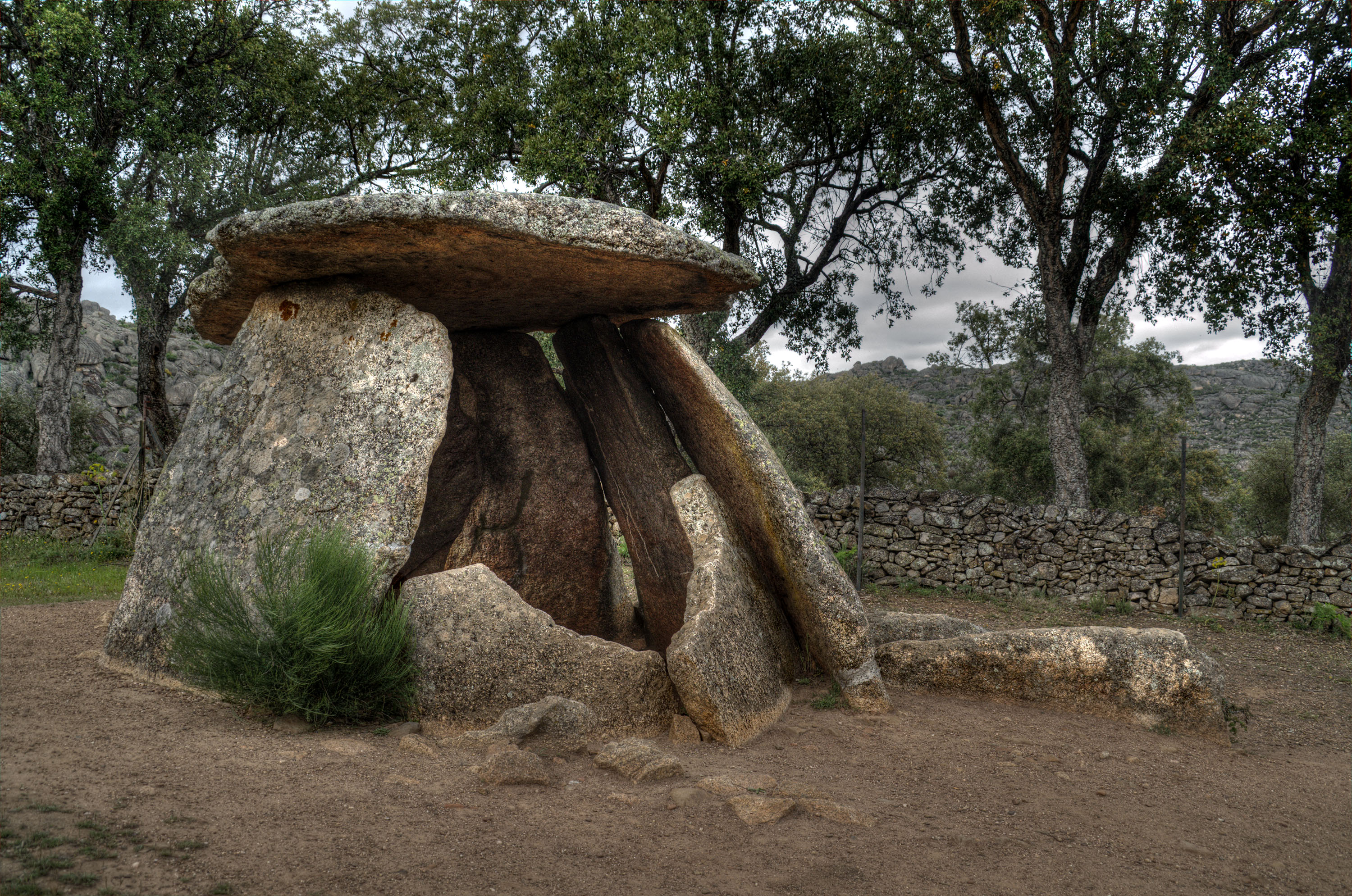
Dolmen de granito con una cámara de 3.0 x 3.5 m y un corredor corto orientado al Este. Cronología: IV-III milenio a. C. Situado en las cercanías de La Aceña de la Borrega, Cáceres.

Algunos investigadores han señalado que el hecho de no haber encontrado asentamientos cerca de los megalitos podría explicarse por qué la construcción de un dolmen es una acción colectiva de grupo nómadas que se reúnen eventualmente para esta tarea (Cerrillo, 1999). los dólmenes podrían desempeñar distintas funciones como enterramientos colectivos o marcadores territoriales.

## Relación con otras zonas
Se puede relacionar el desarrollo del neolítico en Extremadura con otras zonas como Toledo o Portugal. En Toledo, en la misma cuenca del Tajo, se ha datado el sepulcro megalítico de Azutan en 3800 +/- 130 ac. En otro yacimiento de Toledo, el Túmulo de los Castillejos, se han realizado dataciones de 3695 Cal. Bc (Cerrillo Cuenca, 1999). 
En Segovia, en la Cueva de la Vaquera, en niveles neolíticos se han recuperado fragmentos de cerámica con características similares a las cerámicas encontradas en yacimientos neolíticos cacereños; dataciones por termoluminiscencia señalaron 3012 +/- 10 A.c. (Cerrillo Cuenca, 1999). Resto óseos de este yacimiento dieron dataciones de 3700 ac. Es probable que este yacimiento haya sido habitado ya en el 4000 ac.
En Salamanca, en la Peña del Bardal, se ha identificado una cabaña neolítica con piezas de sílex y cerámica decorada con impresiones.
Cerca de Évora, en Reguengos de Monsaraz, y cerca de Tomar, en la cueva de Caldeirao se han constatado restos neolíticos que podrían tener conexión con los yacimientos extremeños.

## Los yacimientos de penillanura cacereña

### Los Barruecos
En el monumento natural de los barruecos se ha documentado una sucesión de ocupaciones prehistóricas. Los datos recogidos permiten afirmar que había presencia humana desde comienzos del neolítico, también el paso a la agricultura y el desarrollo de comunidades agrícolas. 
El yacimiento se encuentra en una zona granítica, con afloramientos rocosos que forman abrigos naturales. Los suelos son ácidos, con escasa fertilidad para el cultivo (aunque hay que tener en cuenta la variabilidad edafológica a lo largo del tiempo). El yacimiento se sitúa cerca del punto mal alto del entorno, se trata de una zona con numerosos recursos hídricos (varias charcas, arroyos y regatos cercanos). Se trata de un asentamiento agrícola al aire libre.

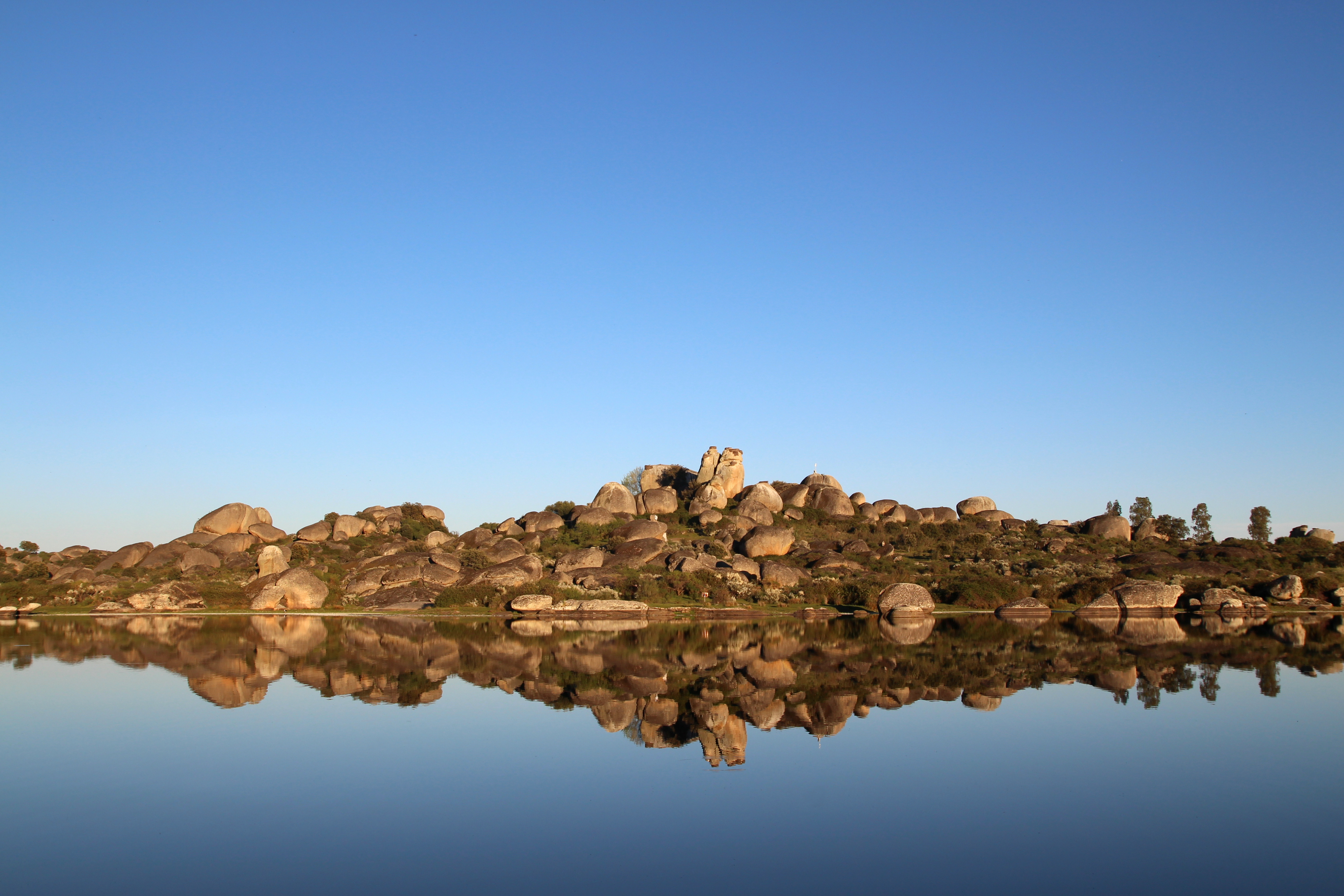
Monumento natural de Los Barruecos.

El yacimiento de los barruecos es clave para explicar el desarrollo del neolítico en la región. La campaña de excavación se desarrolló entre 2001 y 2002
Durante las excavaciones se encontró lo que podría ser un silo, una estructura para almacén donde se han encontrado restos de polen; tras realizar análisis palinológicos, se ha detectado presencia de cereales, lo que podría ayudar a confirmar el desarrollo de actividades agrícolas; también se identificó una zona para preparación de alimentos (un hogar) y un molino barquiforme (Cerrillo Cuenca, 2006).
También se ha encontrado cultura material como fragmentos de cerámica lisa y decorada, un diminuto fragmento de cal y otro de adobe, fragmentos de hueso, cuarzo blanco, cristal de roca y sílex. Sobre el sílex encontrado es importante destacar que los yacimientos de sílex más cercanos están a más de 100km (Cerrillo Cuenca, 2011).
No se identificaron cabañas, por lo que los investigadores creen que este yacimiento sería para procesar el alimento, mientras que el poblad se situaría en otro lugar.
Cerca del yacimiento se pueden encontrar varios monumentos megalíticos; a 5 km se han identificado tres monumentos de corredor. A 10 km también se ha identificado un dolmen del que solo se conservan dos ortostatos.
Tras las excavaciones se han llevado a cabo una serie de análisis que nos aportan información muy valiosa para interpretar el posible estilo de vida de los habitantes del yacimiento durante el neolítico:
Análisis palinológico: se han estudiado 8 muestras de las distintas fases de poblamiento (Lopez Saez, 2006)
neolítico antiguo: Se identificó mucho acebuche, jara, encina, aliso; los investigadores piensan que este tipo de paisaje corresponde a un medio no muy modificado por el hombre. También se han identificado hongos coprofilos, lo que indicaría presencia de ganado en el entorno cercano. Puede que en ese momento se tratase de un yacimiento de carácter estacional.
':neolítico medio: Se documenta menor presencia de acebuche, y más presencia de gramíneas (cereal); los investigadores han interpretado esto como mayor presencia de ganado. Debido a la alta concentración de polen de cereal, los investigadores piensan que en este momento ya existiría un cultivo local de cereales.
neolítico final: Se documenta la desaparición del acebuche y menor presencia de encinas. Los investigadores han interpretado estos datos como consecuencia del desbroce para adaptar el terreno a actividades agrícolas y ganaderas.
Análisis de residuos del molino barquiforme: Los residuos encontrados en la superficie del molino se han analizado con microscopia óptica y microscopia electrónica de barrido con detector EDS (Treserras, 2006), que ha permitido identificar almidones de bellota y de diferentes cereales como gramíneas y cebadas. Los investigadores han interpretado estos datos como la preparación de una harina gruesa de bellota y el procesado de cereales como la cebada.
Datación de radiocarbono: a partir de muestras de carbón vegetal encontradas en el yacimiento se han llevado a cabo dataciones radiocarbono en los laboratorios Beta Analytic Inc., en Miami. Los datos obtenidos fueron de una antigüedad entre 5024 y 4824 Cal BC (Pastor Villegas, 2006)

### Cueva El Conejar
La cueva de El Conejar se encuentra al sur de la ciudad de Cáceres, en una zona conocida como El Calerizo. La cueva no es muy amplia, se compone de una sola estancia. Las primeras campañas se realizaron en los años 80. Se hicieron sondeos en la entrada, pero no se encontró nada. Se decidió excavar en el centro de la cueva, donde se encontró abundante material arqueológico.

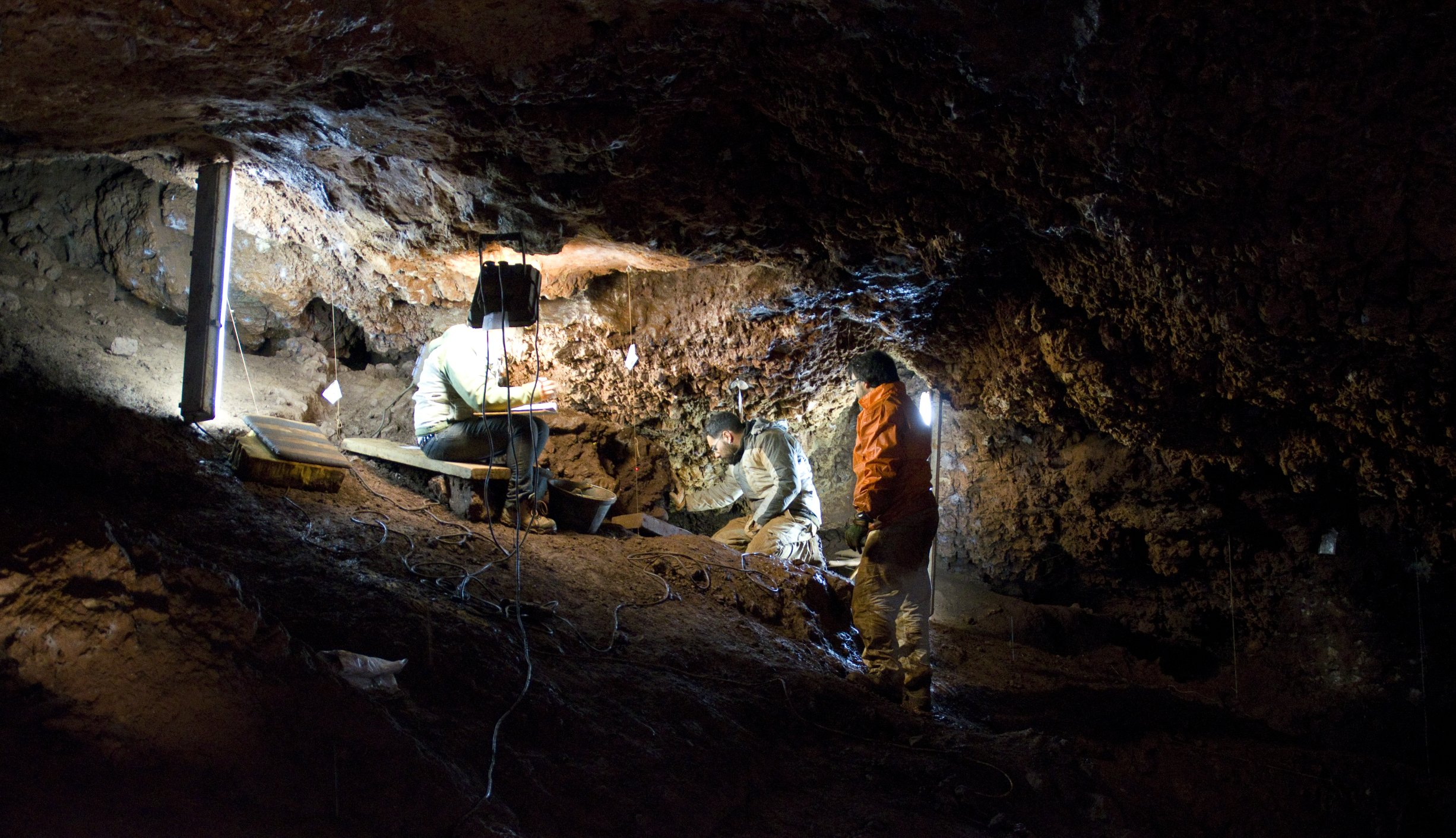
Trabajos arqueológicos en la cueva de El Conejar

El problema es que la cueva ha tenido distintos usos a lo largo de su historia, fruto de lo cual los estratos están muy removidos, haciendo difícil la interpretación de los restos desenterrados (Canals, 2010).
Se recuperaron restos óseos humanos y animales; fragmentos de cerámica de baja cocción, algunas con engobe; algunos fragmentos de hueso trabajado, láminas de sílex y algunos fragmentos de placas de pizarra decoradas con incisiones (Cerrillo Cuenca, 1999).
Sobre la industria lítica, cabe señalar, al igual que en el yacimiento de Los Barruecos, que las fuentes más cercanas de sílex se encuentran a mucha distancia, a pesar de lo cual se han encontrado varias láminas y dos puntas de flecha (Cerrillo Cuenca, 2011). Algunas piezas están realizadas en cuarzo.
Sobre los restos humanos, los investigadores señalan que la cueva tuvo dos momentos de ocupación diferenciados, durante el neolítico como vivienda y durante el calcolitico como necrópolis; aunque las conclusiones no son fiables al 100% por el estado de la estratigrafía de la cueva.
Estudio de fauna: debido al estado de la estratigrafía de la cueva no es posible sacar conclusiones definitivas del estudio, a pesar de ello, se estudiaron 181 huesos de animales (Cerrillo Cuenca, 1999). Se identificaron especies domésticas como cerdo, cabra, vaca, perro y caballo; el punto más problemático es la aparición de huesos de caballo, ya que en el yacimiento más cercano no se ha encontrado esta especie. También se han identificado huesos de especies salvajes como tejón, zorro o gato montés; estos animales podrían haber habitado la cueva en momentos sin ocupación humana.

### Cerro la horca
El yacimiento se encuentra cerca del pueblo de Plasenzuela. Se encuentra en una elevación del terreno con afloramientos graníticos. Hay un gran número de manantiales a poca distancia.
La ocupación neolítica se ha documentado en la base del cerro; el resto del yacimiento presenta características calcolíticas posteriores (Lopez Saez, 2006).
En los niveles neolíticos se han encontrado principalmente fragmentos de cerámica lisa y decorada con impresiones. A partir de estos fragmentos se ha realizado una datación por comparación tipológica; algunas de las cerámicas encontradas son similares a otras cerámicas de yacimientos neolíticos, como Los Barruecos (Gonzalez Cordero, 1988). Estas dataciones apuntan a que fueron realizadas en torno al V milenio ac.
Análisis palinológico: Se realizó un análisis palinológico sobre unas muestras del nivel neolítico, los datos recogidos son muy similares a los datos ofrecidos por el estudio palinológico del yacimiento de Los Barruecos. Por lo que los investigadores señalan que el paisaje debía de ser similar al de los barruecos en aquella época, una dehesa poco antropizada, puede que se trate de un asentamiento estacional (Lopez Saez, 2006). 
Se encontró un bajo porcentaje de hongos coprofilos, en comparación con los encontrados en niveles posteriores, de lo que se deduce que la actividad ganadera era poco representativa.

## Los yacimientos del norte de la provincia
Embalse de Valdecañas: 
El pantano de Valdecañas se encuentra en la cuenca del rio Tajo. En una zona del pantano, donde dependiendo de la época se producen desniveles que van de los 5 a los 25 metros, se descubrieron una serie de yacimientos arqueológicos. Durante la época en la que el pantano estaba en su cota más baja se identificaron tres espacios habitacionales (Gonzalez Cordero 1999).

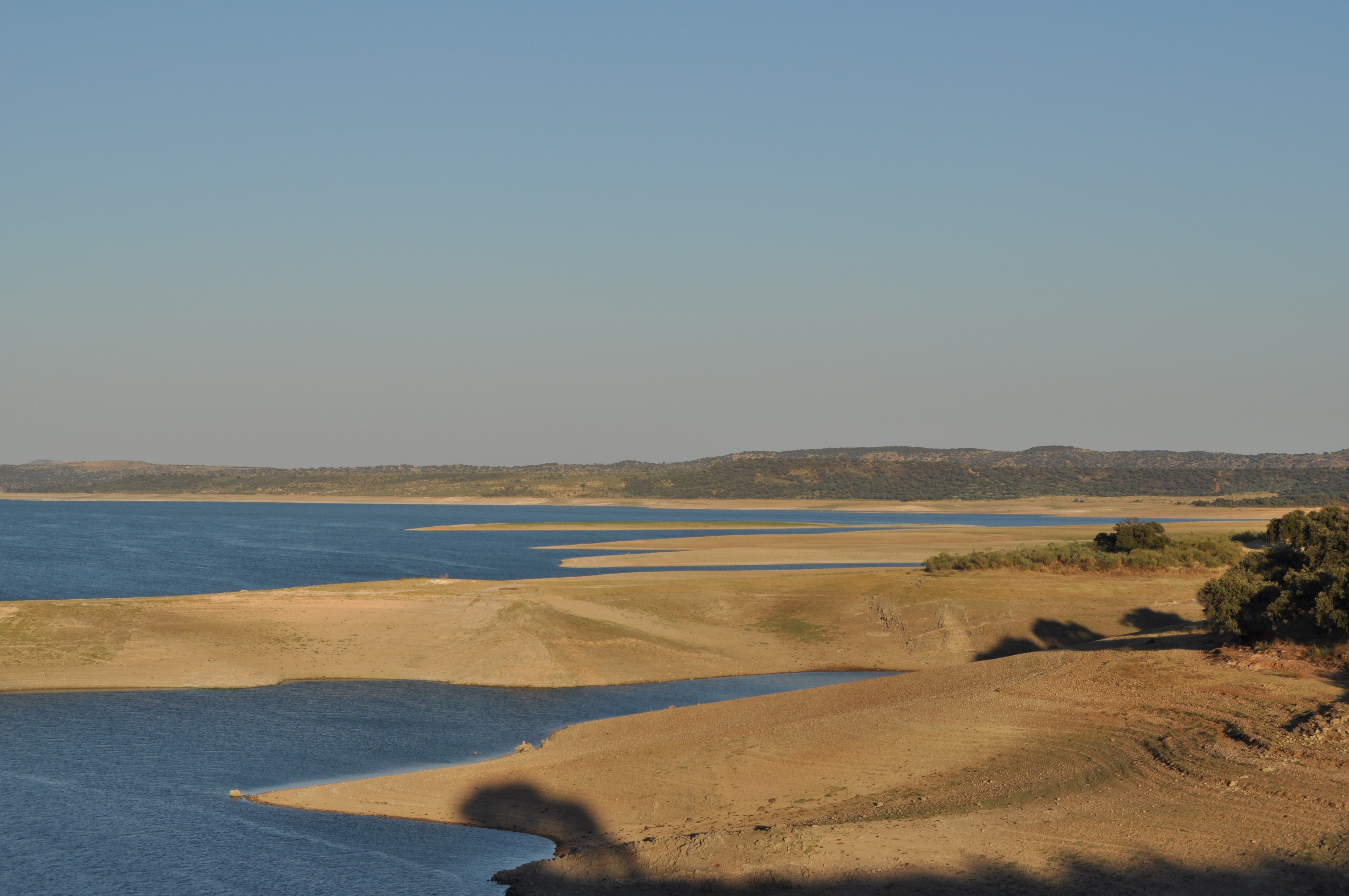
Embalse de Valdecañas.

Cañadilla: Se sitúa en una pequeña elevación rocosa que domina el paisaje. El yacimiento esta arrasado por las constantes subidas y bajadas de nivel del agua. A pesar de lo cual se han recuperado piezas líticas, un molino barquiforme y fragmentos de cerámica. También se encontró un fragmento de pizarra muy pulida que se ha interpretado como un brazalete.
Canchera Los Lobos: A 2 km del yacimiento anterior y siguiendo la orilla se encuentra este yacimiento rodeado de bolos graníticos. Se han recuperado fragmentos de cerámica, algunos de recipientes de grandes dimensiones.
La Muralla: Este yacimiento fue ocupado en épocas posteriores. Durante las excavaciones se recuperaron fragmentos de cerámica decorada con impresiones y varias hachas de piedra.
La ausencia de restos óseos y semillas impide estudiar estos yacimientos en profundidad; pero como se ha encontrado un molino y herramientas líticas que se podrían haber usado para la recolección de plantas, y dado que el terreno es fértil y favorable a los cultivos, los investigadores deducen que los pobladores de estos yacimientos tenían conocimientos de agricultura (Gonzalez Crodero, 1999).
Sobre las piezas de sílex, hay que señalar que en estos yacimientos se ha encontrado la mayor concentración de este material en la provincia; no es de extrañar, dado que a 10 km de yacimiento se encuentra una mina de sílex, aunque no es muy abundante (Cerrillo Cuenca, 2011).

### Garganta Canaleja
A poca distancia del pueblo de Romangordo, se encuentra la Garganta Canaleja. Se trata de una serie de cuevas en un valle que conecta con el rio Tajo. 
Durante las excavaciones se descubrieron fragmentos de cerámica con decoraciones impresas e industria lítica con lascas y núcleos de sílex. También se recuperaron restos óseos y carbones, algunos investigadores han interpretado la presencia de huesos como un posible lugar de enterramiento (Cerrillo Cuenca, 1999).
Los estratos de la cueva están removidos, lo que hace difícil la datación, pero se recuperó un hueso que permitió datarlo en 3989-3775 Cal BC (Cerrilo Cuenca, 2006). También se dato un fragmento de carbón que dio 7940-7611 Cal Bc, lo que correspondería con una ocupación paleolítica.
Análisis Palinológico: A partir de unas muestras de polen se realizó un estudio palinológico que dio baja concentración de encinas, y bastante concentración de matorrales y helechos; los investigadores han interpretado esto como consecuencia de la deforestación. Se encontraron microfósiles coprofilos en más de un 10%, lo que indicaría actividad ganadera. Las muestras también dieron un porcentaje superior al 3% de polen de cereal, lo que indicaría una actividad agrícola en el entorno cercano al yacimiento (Cerrilo Cuenca, 1999).

### Las Veguillas
El yacimiento de Las Veguillas se sitúa cerca de Jarandilla de la Vera, al norte de la provincia de Cáceres. Se encuentra cerca del embalse de Navalmoral de la Mata. El terreno está formado por elevaciones suaves y algunos afloramientos graníticos. Estos yacimientos se descubrieron en 2010.
Se han encontrado cuatro localizaciones de interés en los alrededores del embalse. Durante los sondeos se encontraron industria lítica en sílex. Cerca de una de las localizaciones (Veguillas 4) se detectó un túmulo de 11 metros de diámetro (Arias, 2010).
Se realizaron dataciones a partir de tres muestras de carbón en la Universidad de Oxford, pero todas dieron resultados posteriores a la edad media. Debido a que los estratos se encuentran muy removidos y erosionados, es difícil sacar conclusiones sobre este yacimiento, pero los investigadores creen que estaría habitado durante el neolítico (Arias, 2010)